# Kayoko Sugiyama
Kayoko Sugiyama, född 31 oktober 1961 i Ami, är en japansk före detta volleybollspelare.
Sugiyama blev olympisk bronsmedaljör i volleyboll vid sommarspelen 1984 i Los Angeles.